# خوسيبا ديل أولمو
خوسيبا ديل أولمو (بالإسبانية: Joseba del Olmo)‏ هو لاعب كرة قدم إسباني في مركز نصف الجناح، ولد في 20 يونيو 1981 في باراكالدو في إسبانيا. لعب مع أتلتيك بيلباو وأريناس غوتكسو وبونفيرادينا ونادي إيبار ونادي إيركوليس ونادي باراكالدو ونادي سيستاو ريفر.

## وصلات خارجية
- خوسيبا ديل أولمو على موقع قاعدة بيانات كرة القدم.إي يو (الإنجليزية)
- خوسيبا ديل أولمو على موقع Soccerway.com (الإنجليزية)
- خوسيبا ديل أولمو على موقع AS.com (الإسبانية)